# Royaume albanais (1943-1944)
Pour les articles homonymes, voir Royaume d'Albanie.
1943–1944
Entités précédentes :
- Occupation italienne

Entités suivantes :
- République populaire d'Albanie
- République fédérative populaire de Yougoslavie
  -  République populaire de Serbie
  -  République populaire de Macédoine

Le Royaume albanais (en albanais Mbretëria Shqiptare) a été le gouvernement de l'Albanie occupée par l'Allemagne nazie après le retrait italien en 1943 et jusqu'à la prise de contrôle par les communistes.

## Histoire

Partition de la Yougoslavie en 1941.

Le 25 juillet 1943, après la chute de Benito Mussolini, Victor-Emmanuel III abdique en tant que roi d'Albanie. Le 9 septembre 1943, la Wehrmacht envahit le royaume. Le mois suivant, l'assemblée constituante est réunie sur ordre des Allemands, et l'Albanie proclame la déchéance de Victor-Emmanuel, révoquant également la plupart des lois promulguées durant l'occupation italienne. Lef Nosi (en), membre du Balli Kombëtar, devient chef de l'État. L'Albanie demeure officiellement un royaume, les Allemands n'excluant pas de remettre Zog Ier, alors en exil, au pouvoir : un haut conseil de régence est proclamé, comprenant Lef Nosi, en qualité de représentant des orthodoxes, Fuat Bey Dibra (en) en tant que représentant des musulmans et Anton Harapi (en) en tant que représentant des catholiques. Le conseil est dirigé par Mehdi Frashëri, haut fonctionnaire sous l'empire ottoman et Premier ministre en 1935-1936. Fräsheri explique sa position par un désir de préserver l'Albanie, le Mouvement de libération nationale étant noyauté par les communistes. Le 5 novembre, Rexhep Mitrovica est nommé chef du gouvernement. Un mouvement politique, la Seconde Ligue albanaise de Prizren, présidé par Mitrovica est fondé, et vise ouvertement le rattachement du Kosovo à l'Albanie, dans le but de constituer une Grande Albanie ; au contraire, les communistes d'Enver Hoxha, sous l'influence de Tito qui souhaite conserver le Kosovo en Yougoslavie, ont renoncé à ce projet. La ligue participe à la guerre en Yougoslavie, défendant au Kosovo les villages à population albanaise contre les Tchetniks et les Partisans. Le gouvernement albanais ne collabore pas activement avec les Allemands, et refuse en 1944 de leur fournir la liste des Juifs vivant en Albanie.

### Source
- Cet article est partiellement ou en totalité issu de l'article intitulé « Royaume albanais (1939-1943) » (voir la liste des auteurs).

### Référence
1. ↑  Fischer 1999, p. 171-173.
2. ↑  Métais 2006, p. 301-304.
3. ↑  Métais 2006, p. 306-311.